# 3376 Armandhammer
3376 Armandhammer è un asteroide della fascia principale. Scoperto nel 1982, presenta un'orbita caratterizzata da un semiasse maggiore pari a 2,3484644 UA e da un'eccentricità di 0,0663670, inclinata di 6,33773° rispetto all'eclittica.
L'asteroide è dedicato all'imprenditore statunitense Armand Hammer.